# Nation germanique de l'université d'Orléans

Blason de l'université d'Orléans

La nation allemande  ou nation germanique de l'université d'Orléans est une nation de l'ancienne université d'Orléans regroupant les étudiants de même origine, à qui elle assurait une protection sociale et judiciaire au sein des universités médiévales. Cette nation revêt une importance particulière qui tient au prestige d'Orléans comme université de droit romain et de droit canon, aux privilèges accordés aux étudiants allemands et aux relations amicales entre le royaume de France et les principautés allemandes du Saint-Empire. Au début du XVIIe siècle, la nation germanique est la plus importante des quatre que compte l'université.

## Historique

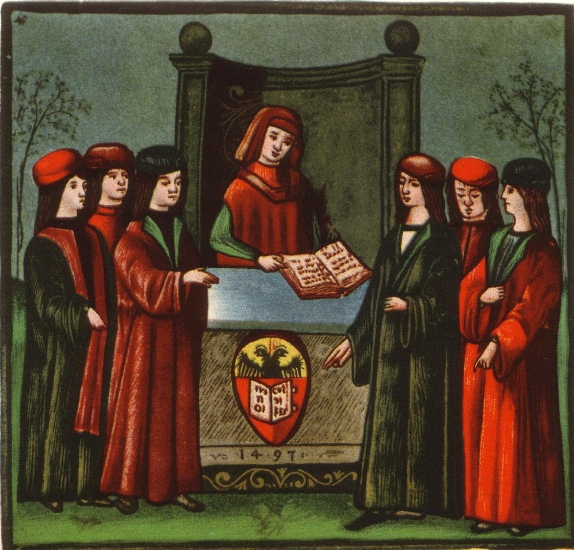
Inscription des étudiants à la nation allemande de l'université de Bologne, XIVe siècle.

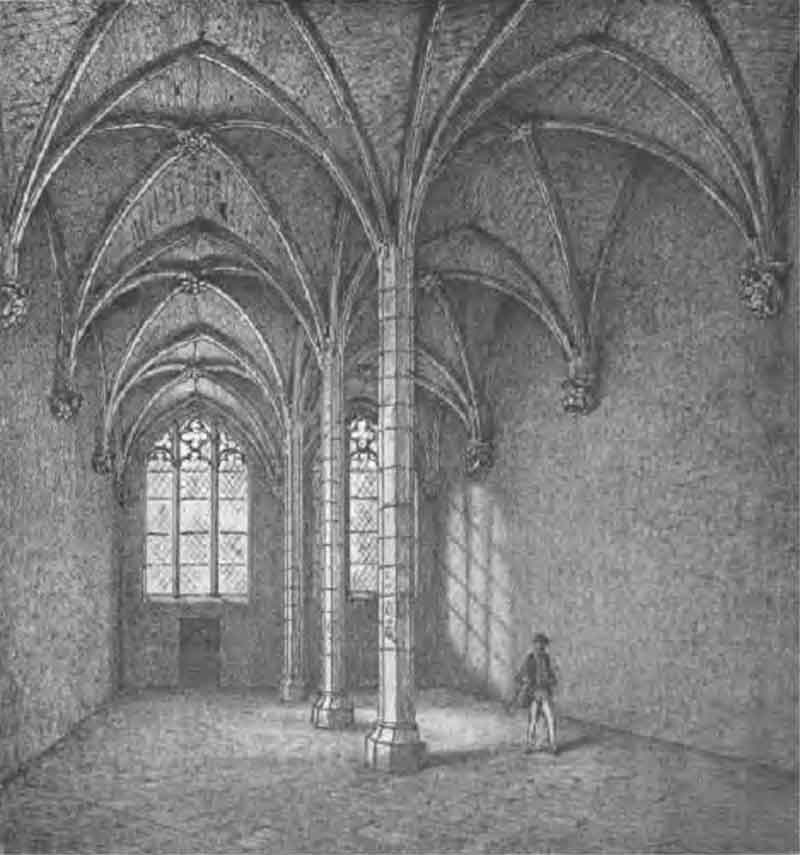
Grande salle de l'université médiévale d'Orléans, gravure de W. Forbes-Leith, 1915. Seul élément subsistant de l'ancienne université, elle est appelée : salle des thèses.

Si on en croit les statuts de la nation germanique, rédigés en 1378, des étudiants allemands sont présents à Orléans dès l'époque de l'ancienne école épiscopale d'Orléans (studium Aurelianense), avant même que le pape Clément V, ancien élève d'Orléans, ne lui confère le statut d'université en 1306. Le prestige de l'université d'Orléans tient à ce qu'elle enseigne le droit canon mais aussi le droit civil (droit romain), contrairement à celle de Paris où seul le droit canon est autorisé.
L'université d'Orléans a compté jusqu'à 10 nations : France, Lorraine, Germanie (ou Allemagne), Bourgogne, Champagne, Normandie, Picardie, Touraine, Écosse et Aquitaine. Mais le nombre est réduit à 4 en 1538 à la suite d'un arrêt du Parlement de Paris : les nations française, germanique, normande et picarde. L'inscription dans une des nations est obligatoire pour se présenter aux examens : un étudiant non enregistré peut se voir chassé de l'université et ses livres confisqués. Les peuples n'ayant pas de nation reconnue, comme les Espagnols et les Italiens, peuvent s’inscrire dans celle de leur choix.
La nation germanique est régie par un procurateur (appelé procurator, en langue latine). De 1444 à 1546, les rapports des procurateurs comptent 1 265 biographies d'étudiants. La délimitation géographique des aires nationales, basée sur des précédents empiriques, donne souvent lieu à contestation. La nation germanique peut inclure, en principe, tous les sujets du Saint Empire, mais la nation picarde, se basant sur l'usage en vigueur depuis 1358 à l'université de Paris, revendique Cambrai, Liège et Utrecht. Les étudiants de langue néerlandaise mentent parfois sur leur lieu de naissance pour être admis dans la nation germanique, plus favorisée. Il arrive, en revanche, que des Polonais refusent de s'inscrire comme Allemands. Entre 1519 et 1526, les Anglais se voient refuser l'accès de la nation germanique, contrairement à l'usage suivi à Paris. Après le traité de Cambrai (1529), les étudiants de la Flandre wallonne obtiennent le droit de s'inscrire dans la nation germanique. La réorganisation de 1538 inscrit les Lorrains dans la nation germanique mais la place des Artésiens reste contestée.
La nation germanique, ou du moins son service administratif, quitte Orléans à plusieurs reprises pendant les guerres de Religion, en 1568-1571, 1573-1575 et 1576-1579. Des étudiants allemands se voient remettre des sauf-conduits en 1572 après le massacre de la Saint-Barthélemy. 
En 1608, Henri IV, rendant une décision en faveur des étudiants allemands d'Orléans, fait valoir que ceux-ci « ayant répandu par toute l'Allemagne la renommée de la singulière libéralité et clémence des rois nos prédécesseurs, (cette nation) a fait fleurir et renommer les écoliers de notre université d'Orléans, y ayant aussi grand nombre des écoliers allemands que des trois autres Nations ensemble ».

## Privilèges

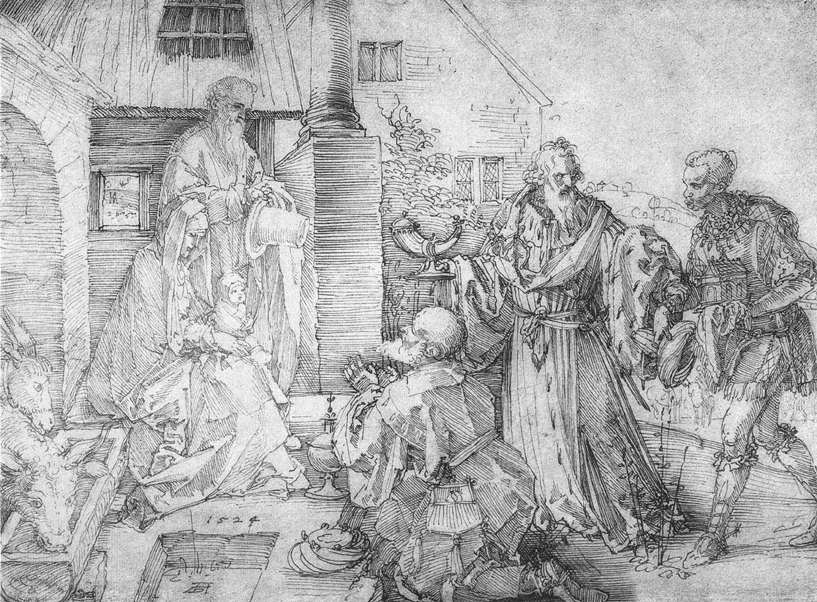
L'adoration des Rois Mages par Albrecht Dürer, 1524.

Les étudiants germaniques bénéficient de nombreux privilèges : ils échappent au droit d'aubaine qui frappe normalement les étrangers, ils relèvent de la juridiction du bailli, compétent pour la noblesse et le clergé, et non du prévôt, autorité normale des roturiers, ils revendiquent le droit au port d'armes qui leur est longtemps contesté par l'administration royale mais finalement reconnu par lettres patentes de  Henri IV en 1600 et 1608. Ce statut est tellement favorable que les Écossais, alliés privilégiés du roi de France, demandent un régime équivalent, de même que les étudiants allemands qui créent une nation en 1621 à l'université de Bourges. Il arrive que les Allemands profitent de ces privilèges dans leurs querelles avec des bourgeois et d'autres étudiants, notamment contre les étudiants normands en 1517.
La nation germanique célèbre en commun les fêtes et banquets, ainsi que les funérailles de ses membres, pour lesquelles elle dispose d'un drap mortuaire. La grande fête est celle de l'Épiphanie ou des « trois Rois », célébrée à l'abbaye Notre-Dame de Bonne-Nouvelle en commun avec les Écossais et les Lorrains.

## Enseignement

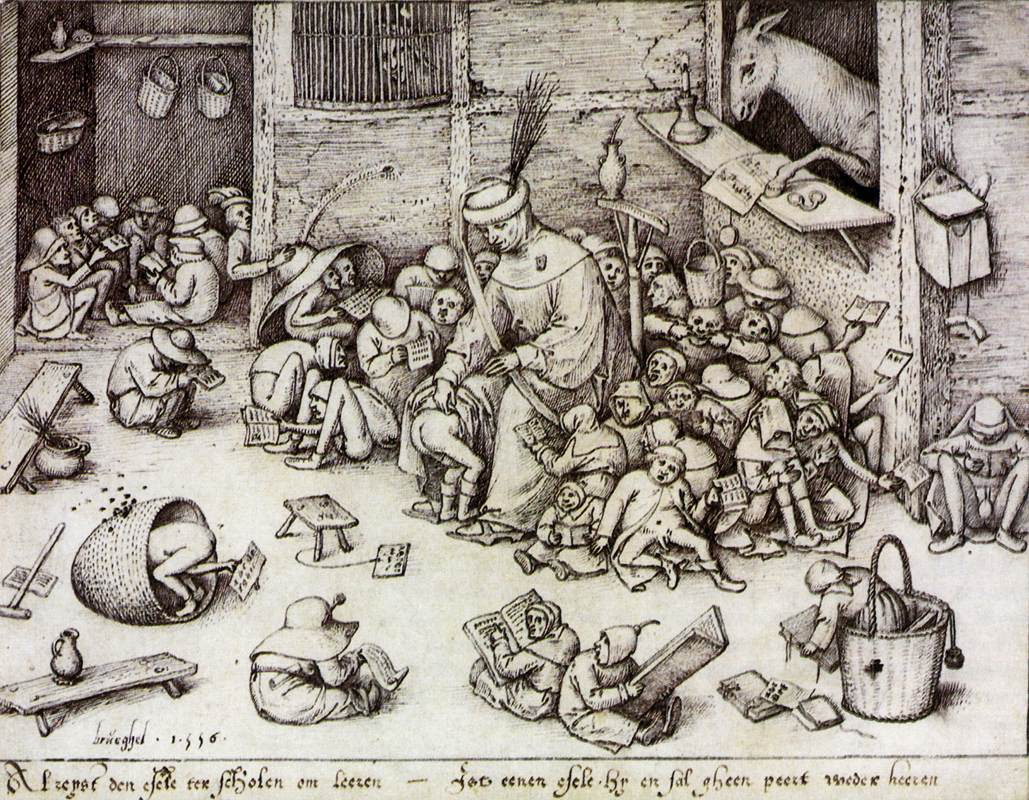
L'âne à l'école, gravure de Pieter Brueghel l'Ancien, 1556.

La nation a une bibliothèque bien fournie de livres et de cartes, qu'il faut mettre à l'abri dans les périodes de crise : un inventaire de 1580 révèle la disparition de 400 ouvrages. Elle assure un service de prêts payants. Les rapports des procurateurs donnent peu d'informations sur le contenu de l'enseignement. Cependant, un collegium disputandi de la nation germanique, c'est-à-dire une classe de préparation à la disputatio (oral d'examen), est créé le 3 mars 1582 : son fonctionnement est peu connu. 
Les universitaires allemands réclament plusieurs fois, sans succès, le droit d'employer le latin au lieu du français dans leurs échanges avec l'administration royale, ce qui leur est interdit par l'ordonnance de Villers-Cotterêts (1539).